# Anita Furu
Anita Furu (født 6. april 1962 i Jægersborg) er en dansk taleskriver og forfatter bosat på Frederiksberg. Hun har tre voksne børn og et barnebarn.
Anita Furu er uddannet økonom fra Københavns Universitet og har taget efteruddannelser i journalistik og kommunikation. Siden 2006 har hun været ansat i Statsministeriet, hvor hun blandt andet skriver taler for statsministeren.

Anita Furu fik med hjælp fra forfatteren Kirsten Thorup mod på at debutere som forfatter. De to mødtes på et skrivekursus på Københavns Hovedbibliotek, hvor Kirsten Thorup var gæstelærer. Her læste Anita Furu første kapitel op fra det, der senere blev hendes debutroman.  I 2017 udkom hun nemlig med Mit halve liv, der fortæller forfatterens farmors dramatiske historie:
"Debutromanen Mit halve liv er inspireret af min fars opvækst i San Sebastián i Spanien og min farmors jødiske rødder i Kiev og København. Romanens tema er den fremmedhed, som hovedpersonen Ruth bærer med sig, og den fortid og tradition, hun på en gang længes efter og ønsker at løsrive sig fra."
For bogen modtog hun Bogforums Debutantpris i 2018, der uddeles til årets bedste skønlitterære debutant. I forbindelse med udgivelsen af Mit halve liv (2017) har hun optrådt i Bogselskabet.
Anita Furu skriver ved siden af sit job i statsministeriet på en fortsættelse af Mit halve liv.